# Мейриг ап Дивнуал
Мейриг ап Динвал (валл. Meurig ap Dyfnwal; или же валл. Meurig ap Dyfnwallon, Мейриг ап Динваллон, жил в IX веке) — король Сейсиллуга в IX веке.

## Биография
Мейриг был сыном Динвала, сына Артена. Считается что княжества к востоку от его владений — Биэллт и Гвертринион, перешли под контроль Сейсиллуга в его годы правления.
Его дочь, Анхарад, вышла замуж за Родри Великого. Его сыном и наследником был Гугон.
По другой версии Гугон был «сыном Морида, сына Лливарха Серого». Этот Лливарх Серый был потомком Эйтона Чёрного (Эйтина ап Кередига) из боковой ветви династии Кередигион.